# Pokrok a chudoba
Pokrok a chudoba (Progress and Poverty) je kniha z roku 1879, napsaná sociálním teoretikem a ekonomem Henrym Georgem. Jedná se o pojednání o otázkách, proč chudoba doprovází ekonomický a technologický pokrok a proč ekonomiky vykazují tendenci k cyklické expanzi a kontrakci. George používá historii a deduktivní logiku k argumentaci pro radikální řešení zaměřené na zachycení ekonomického nájemného z přírodních zdrojů a pozemkových titulů. 
Kniha prodala několik milionů výtisků, překračující všechny ostatní knihy kromě Bible během devadesátých let 20. století. To pomohlo vyvolat progresivní éru a celosvětové hnutí sociální reformy kolem ideologie, která se nyní nazývá "georgismus".